# Безымянный (Новосибирская область)
Безымянный — посёлок в Куйбышевском районе Новосибирской области. Входит в состав Октябрьского сельсовета.

## География
Площадь посёлка — 1 гектар.

## История
В 1976 г. Указом Президиума ВС РСФСР посёлок фермы № 2 совхоза «Октябрьский» переименован в Безымянный.

## Население
| 2002 | 2007 | 2010 |
| ---- | ---- | ---- |
| 0    | →0   | →0   |

## Инфраструктура
В посёлке по данным на 2007 год отсутствует социальная инфраструктура.